# Grojanowski Report
Il Grojanowski Report è un resoconto di un testimone oculare sulle atrocità nel campo di sterminio di Chełmno, scritto nel 1942 dal fuggitivo ebreo-polacco Szlama Ber Winer (conosciuto anche erroneamente come Szlawek Bajler), con lo pseudonimo di Yakov (o Jacob) Grojanowski. Szlama Ber Winer riuscì a farsi strada da Chełmno al ghetto di Varsavia e fornì informazioni dettagliate sulla sua esperienza di una settimana con il Sonderkommando in quel campo di sterminio nel gruppo Oneg Shabbat del ghetto, guidato dallo storico Emanuel Ringelblum.

## Contenuti del rapporto

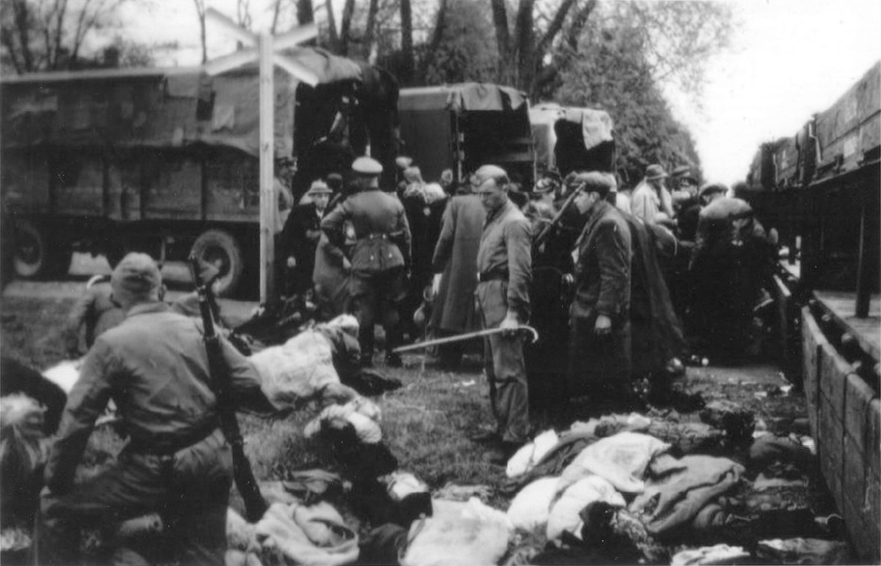
Gli ebrei di Koło vengono deportati nel campo di sterminio di Chełmno per essere gasati all'arrivo.

Winer ha descritto l'intera procedura di sterminio del campo, come le persone sono state uccise nei gaswagen, come i loro cadaveri sono stati rimossi dal commando, come l'interno dei furgoni è stato ripulito tra un carico e l'altro e come i corpi sono stati sepolti in grandi fosse comuni. Winner ha scritto:
(mercoledì 7 gennaio 1942)
Winer ha anche descritto il trattamento brutale dei prigionieri del Sonderkommando, lasciati vivi per sbarazzarsi dei cadaveri, e la sua fuga dal campo. Il gruppo Oneg Shabbat e Winer hanno quindi copiato il rapporto sia in polacco che in tedesco; inviarono la versione polacca allo governo clandestino polacco, mentre la copia tedesca era destinata al popolo tedesco, nella speranza che suscitasse la loro compassione per gli ebrei. Non è chiaro cosa sia stato fatto con i rapporti a quel punto.
Successivamente Winer fuggì a Zamość dove scrisse al ghetto di Varsavia dell'esistenza di un campo di sterminio a Bełżec. Pochi giorni dopo aver scritto questa lettera, verso la fine di aprile 1942, fu arrestato, deportato e gasato a Bełżec. Un altro detenuto evaso da Chełmno, Mordechaï Podchlebnik, riuscì a sopravvivere alla guerra, e nel 1961 diede la sua testimonianza al processo Eichmann a Gerusalemme.